# Hemimycena subimmaculata
Hemimycena subimmaculata är en svampart som först beskrevs av William Alphonso Murrill, och fick sitt nu gällande namn av Elborne & Læssøe 1991. Enligt Catalogue of Life ingår Hemimycena subimmaculata i släktet Hemimycena,  och familjen Mycenaceae, men enligt Dyntaxa är tillhörigheten istället släktet Hemimycena,  och familjen Chromocyphellaceae. Arten är reproducerande i Sverige. Inga underarter finns listade i Catalogue of Life.